# Apple IIe Card

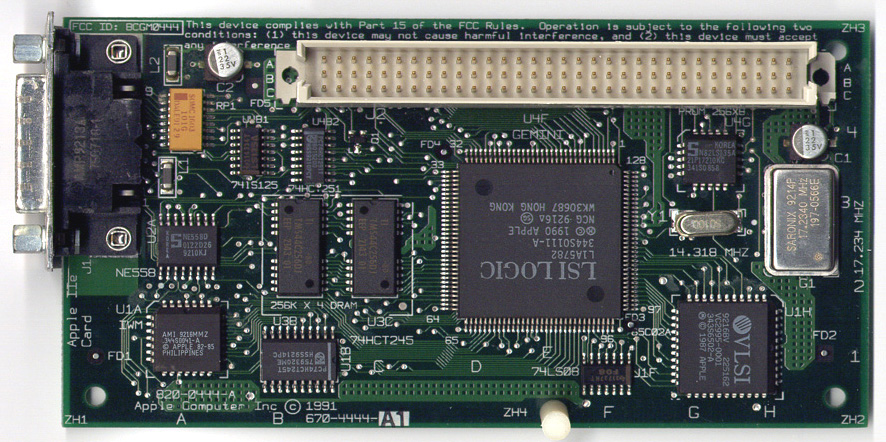
La tarjeta PDS Apple IIe Card, cuenta con una CPU 65C02, Mega II, IWM y 256 KB de RAM.

La Apple IIe Card (Apple Computer part #820-0444-A) es el Apple II (creado por Steve Wozniak en 1983) más pequeño jamás diseñado, aunque su característica de emulador hardware lo excluye de considerarlo como un equipo autónomo. 
Se puso a la venta en marzo de 1991 para utilizarlo con la serie Macintosh LC de los ordenadores Apple Macintosh. 
El objetivo comercial era facilitar la transición de un mercado educativo ampliamente dominado por aulas con hardware y software educativo para el Apple II, al nuevo ordenador Macintosh, al permitir ejecutar cualquier software para la serie Apple II, con la excepción del soft de 16 bits para el Apple IIgs. Fue descatalogado en enero de 1995.
Como el Apple IIe, la Apple IIe Card utiliza una CPU WDC 65C02. La velocidad de la CPU puede configurarse por software para que sea 1 MHz (velocidad nativa del IIe) o una velocidad acelerada de 1,9 MHz. La emulación de vídeo (texto y gráficos) se canaliza por software utilizando rutinas nativas de Macintosh QuickDraw, lo que causa a menudo que algunas operaciones fueran más lentas que en un Apple IIe real, excepto para las máquinas de gama alta.

## Características
La Apple IIe Card emula muchas de las tarjetas de expansións y periféricos que se podían instalar en un Apple IIe sin ampliar utilizando el hardware del Macintosh en su lugar, incluyendo una unidad SuperDrive de 1.44 MB y 3,5 pulgadas, mouse, 1 MB de RAM, tarjeta de 80 columnas y tarjeta gráfica para monitor monocromo o color, reloj, keypad numérico, puertos serie de impresora y módem, disco duro SCSI, y servidor de archivos AppleShare. Incluye un cable Y que le permite conectar hasta dos unidades de disquete externas de 5,25 y 140 KB, una unidad inteligente Unidisk de 3,5 y 800 KB, y un joystick o paddle. Las unidades de 3,5 y 800 KB platinum o las unidades SuperDrive de 1.44 MB no funcionan conectadas al cable Y.
La tarjeta venía con un manual el usuario, un cable Y y dos disquetes: el disco de instalación Apple IIe y el disco de arranque y configuración de la Apple IIe. La v2.2.2 es la última conocida.

## Especificaciones técnicas
- Mega II (chip "Gemini"); un Apple IIe completo en un chip excepto la RAM y el firmware.
- IWM (Integrated Wozniak Machine); funciones de controladora de unidades de disquete.
- 256 KB RAM incluidas en placa (128 KB como memoria Apple II, 128 KB reservados para el Macintosh).
- CPU WDC 65C02 a 1,023 MHz o 1,9 MHz.
- Conector DA-26 de alta densidad para el cable Y.
- Capacidad de acceder hasta a 1 MB de la memoria nativa del Macintosh.
- Soporte de todos los modos de texto y gráficos del Apple IIe, mediante emulación por QuickDraw.

Notas: mientras que se emula un Apple IIe, sólo se dispone de un modo de pantalla completa, mientras que todas las funciones nativas del Macintosh quedan suspendidas durante la ejecución. Está disponible un Panel de Control gráfico para configurar los slots y periféricos virtuales; sin embargo, el Macintosh (y con ello la emulación de Apple IIe) sigue suspendido mientras está activo dicho panel. Las funciones Macintosh se restauran cuando se cierra la emulación.

## Compatibilidad del sistema
La tarjeta se conecta a la ranura PDS de muchos Macintosh de la serie LC, pero no soporta todos los modelos y combinaciones de software. El artículo #8458 de la Apple Tech Info Library lista los siguientes modelos como compatibles:
- Macintosh Color Classic
- Macintosh LC
- Macintosh LC II
- Macintosh LC III
- Macintosh LC 475
- Macintosh LC 520
- Macintosh LC 550
- Macintosh LC 575
- Macintosh Quadra 605
- Macintosh Performa 4XX
- Macintosh Performa 55X
- Macintosh Performa 56X
- Macintosh Performa 57X

Sin embargo, otros modelos con slot PDS compatible LC y con soporte de direccionamiento de memoria de 24 bits son compatibles con la Apple IIe Card pero no oficialmente soportados. System 7.0 a 7.5.5 soportan modos de direccionamiento de 24 y 32 bits en los Macintosh soportados. (desde el System 7.6 en adelante, los sistemas operativos Macintosh no soportan el direccionamiento de 24 bits.) Para habilitar el modo de 24 bits en los sistemas soportados, debe utilizarse el panel de control Memoria de los Macintosh.